# Regionalwahl in Kampanien 2000
Die Regionalwahl in Kampanien 2000 fand am 16. April statt; der Regionalrat und der Präsident der Region Kampanien wurden gleichzeitig gewählt.

## Wahlergebnis
| Kandidaten                            | Kandidaten               | Stimmen   | %    | Listen                        | Stimmen   | %    | Mandate |
| ------------------------------------- | ------------------------ | --------- | ---- | ----------------------------- | --------- | ---- | ------- |
|                                       | Antonio Bassolinogewählt | 1.654.777 | 54,2 | Democratici di Sinistra       | 407.032   | 14,2 | 7       |
| Partito Popolare Italiano             | Antonio Bassolinogewählt | 1.654.777 | 54,2 | 301.927                       | 10,5      | 5    |         |
| Unione Democratici per l’Europa       | Antonio Bassolinogewählt | 1.654.777 | 54,2 | 201.593                       | 7,0       | 3    |         |
| I Democratici                         | Antonio Bassolinogewählt | 1.654.777 | 54,2 | 152.287                       | 5,3       | 3    |         |
| Socialisti Democratici Italiani       | Antonio Bassolinogewählt | 1.654.777 | 54,2 | 127.173                       | 4,4       | 2    |         |
| Partito della Rifondazione Comunista  | Antonio Bassolinogewählt | 1.654.777 | 54,2 | 108.498                       | 3,8       | 2    |         |
| Rinnovamento Italiano                 | Antonio Bassolinogewählt | 1.654.777 | 54,2 | 82.203                        | 2,9       | 1    |         |
| Federazione dei Verdi                 | Antonio Bassolinogewählt | 1.654.777 | 54,2 | 80.208                        | 2,8       | 1    |         |
| Partito dei Comunisti Italiani        | Antonio Bassolinogewählt | 1.654.777 | 54,2 | 45.827                        | 1,6       | 1    |         |
| Partito Repubblicano Italiano         | Antonio Bassolinogewählt | 1.654.777 | 54,2 | 31.145                        | 1,1       | 1    |         |
| Mandate der Listengruppe              | Antonio Bassolinogewählt | 1.654.777 | 54,2 | –                             | –         | 12   |         |
| ↳ Gesamt                              | Antonio Bassolinogewählt | 1.654.777 | 54,2 | 1.537.893                     | 53,6      | 38   |         |
|                                       | Antonio Rastrelli        | 1.350.621 | 44,2 | Forza Italia                  | 600.180   | 20,9 | 10      |
| Alleanza Nazionale                    | Antonio Rastrelli        | 1.350.621 | 44,2 | 319.338                       | 11,1      | 5    |         |
| Centro Cristiano Democratico          | Antonio Rastrelli        | 1.350.621 | 44,2 | 160.066                       | 5,6       | 3    |         |
| Partito Democratico Cristiano         | Antonio Rastrelli        | 1.350.621 | 44,2 | 95.205                        | 3,3       | 2    |         |
| Cristiani Democratici Uniti           | Antonio Rastrelli        | 1.350.621 | 44,2 | 82.929                        | 2,9       | 1    |         |
| Movimento Sociale Fiamma Tricolore    | Antonio Rastrelli        | 1.350.621 | 44,2 | 19.489                        | 0,7       | –    |         |
| Partito Socialista – Socialdemocrazia | Antonio Rastrelli        | 1.350.621 | 44,2 | 18.034                        | 0,6       | –    |         |
| Lega Sud Ausonia                      | Antonio Rastrelli        | 1.350.621 | 44,2 | 2.219                         | 0,1       | –    |         |
| Nicht gewählte Direktkandidat         | Antonio Rastrelli        | 1.350.621 | 44,2 | –                             | –         | 1    |         |
| ↳ Gesamt                              | Antonio Rastrelli        | 1.350.621 | 44,2 | 1.297.460                     | 45,2      | 22   |         |
|                                       | Marco Pannella           | 39.325    | 1,3  | Lista Emma Bonino             | 27.151    | 0,9  | –       |
|                                       | Vittorio Granillo        | 9.331     | 0,3  | COBAS per l'Autorganizzazione | 5.188     | 0,2  | –       |
| Gesamt                                | Gesamt                   | 3.054.054 | 100  |                               | 2.867.692 | 100  | 60      |